# Estádio do Marítimo
Das Estádio do Marítimo ist ein Fußballstadion in der portugiesischen Stadt Funchal auf Madeira. Im Stadion trägt der portugiesische Fußballverein Marítimo Funchal seine Heimspiele aus. Von 1927 bis 2013 hieß die Anlage, mit kurzer Unterbrechung, Campo dos Barreiros bzw. Estádio dos Barreiros, letztere Bezeichnung ist auch nach der Umbenennung noch im Gebrauch. Es trägt den Spitznamen O Caldeirão (deutsch Der Kessel).
Vom 20. Juli 2009 bis in das Jahr 2016 wurde das Stadion umfassend modernisiert und in ein reines Fußballstadion ohne Leichtathletikanlage verwandelt. Vor dem Umbau verfügte es über 9.177 Zuschauer. Das neue Stadion mit rundum überdachten Tribünen bietet Platz für 10.600 Zuschauer.

## Galerie

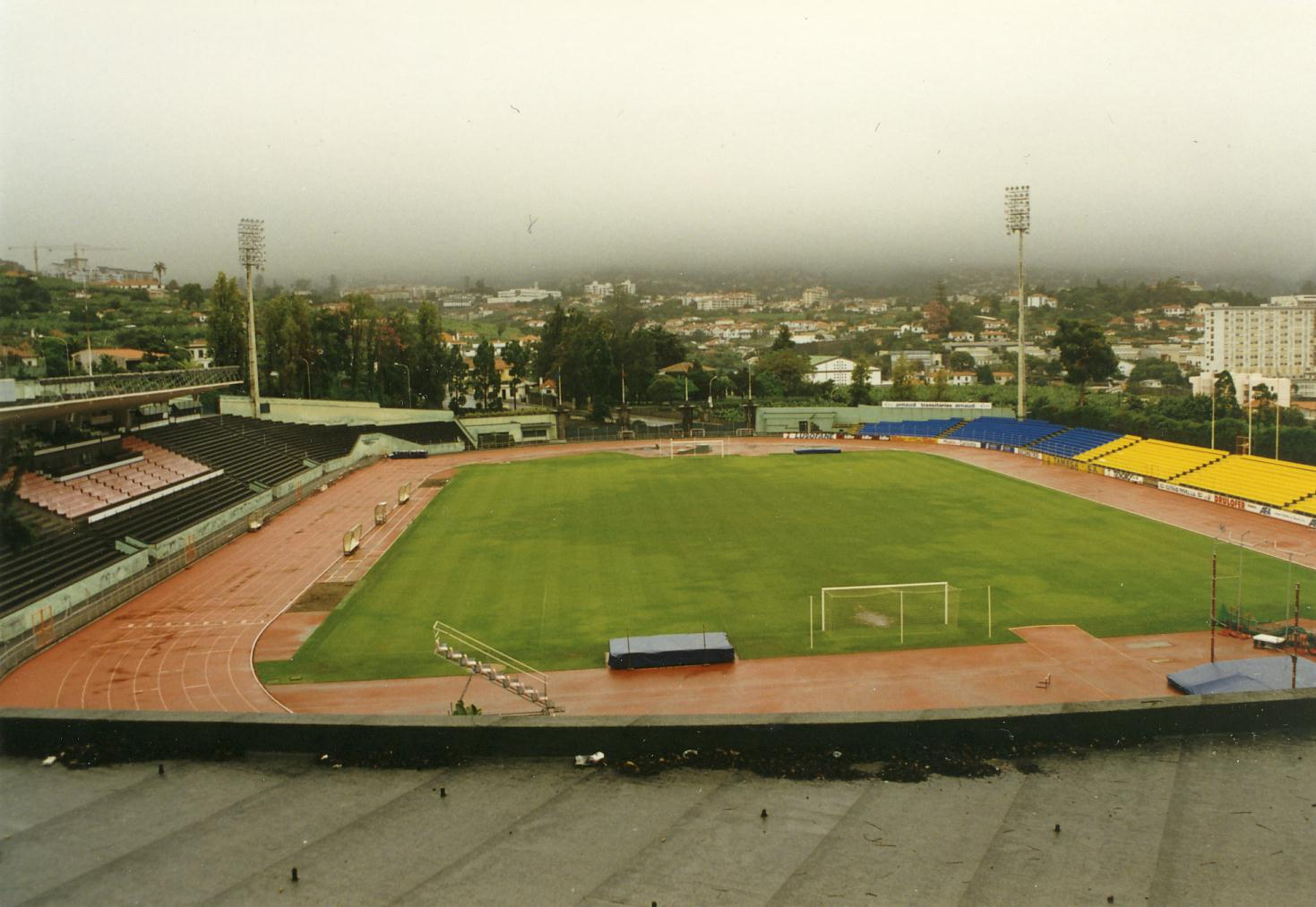
Das Estádio dos Barreiros (1997)
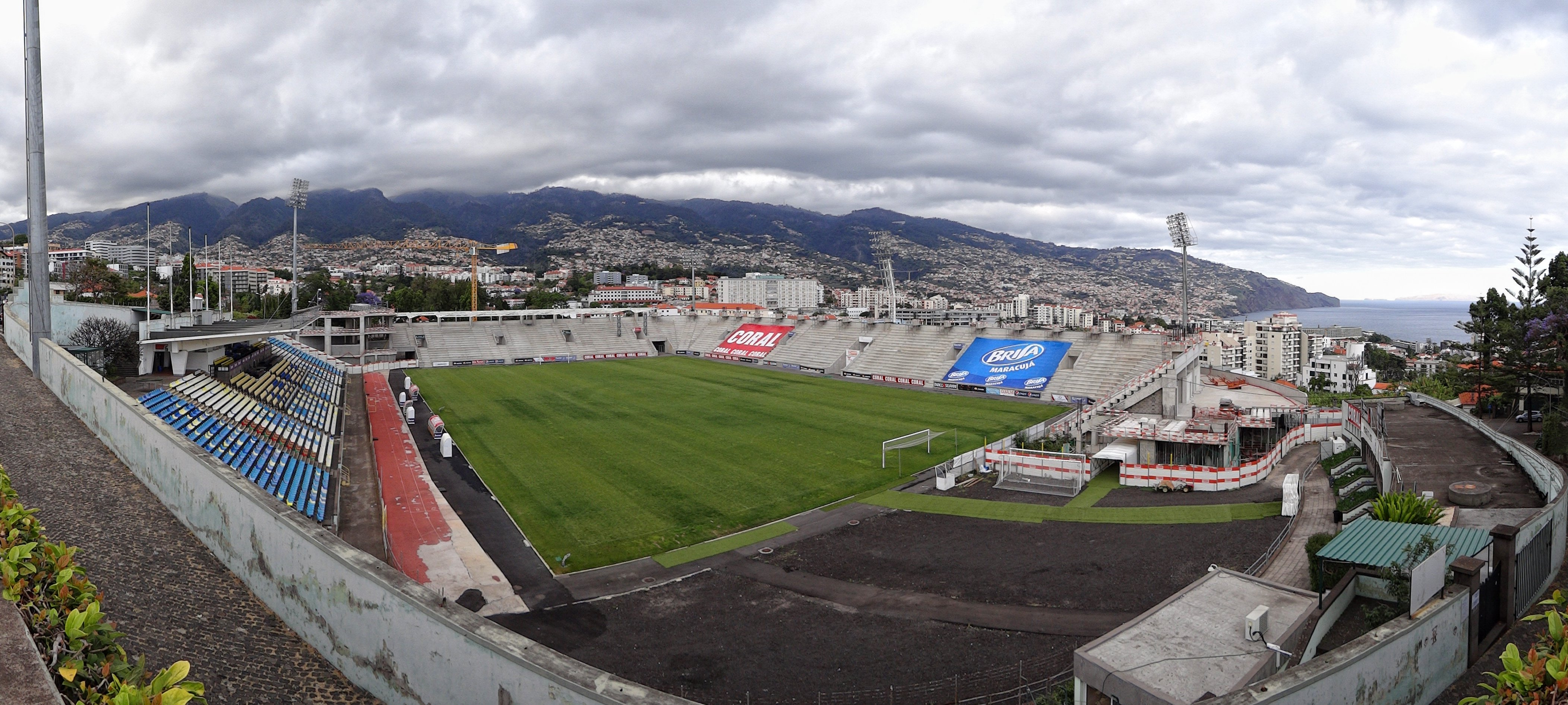
Die Baustelle im Mai 2013
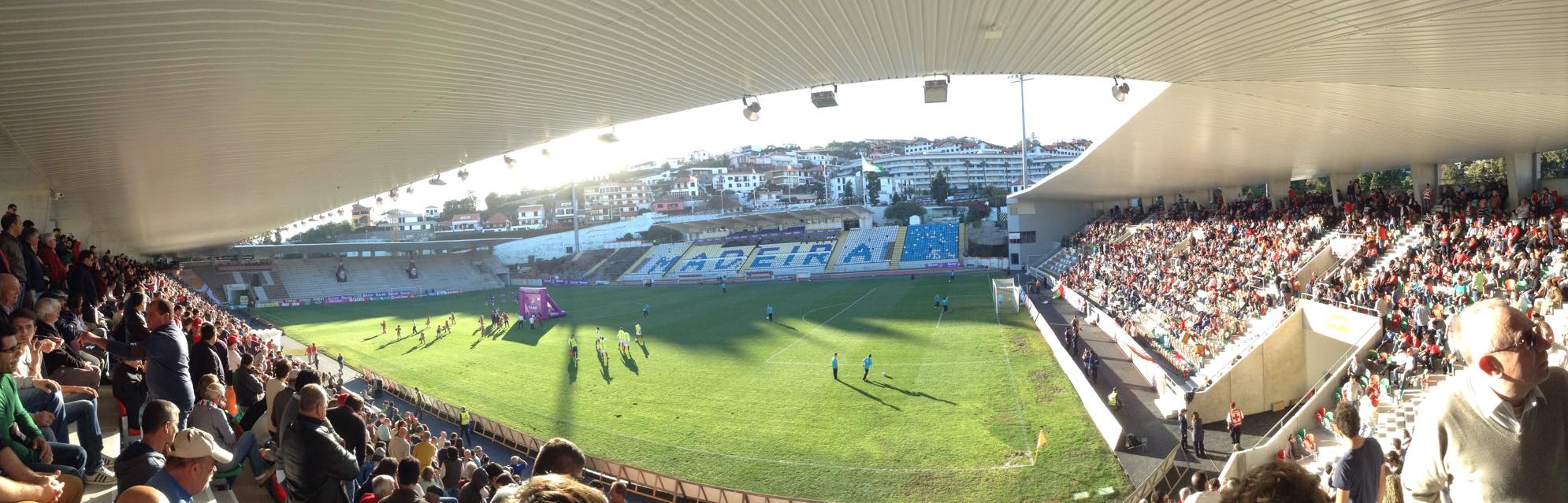
Januar 2015
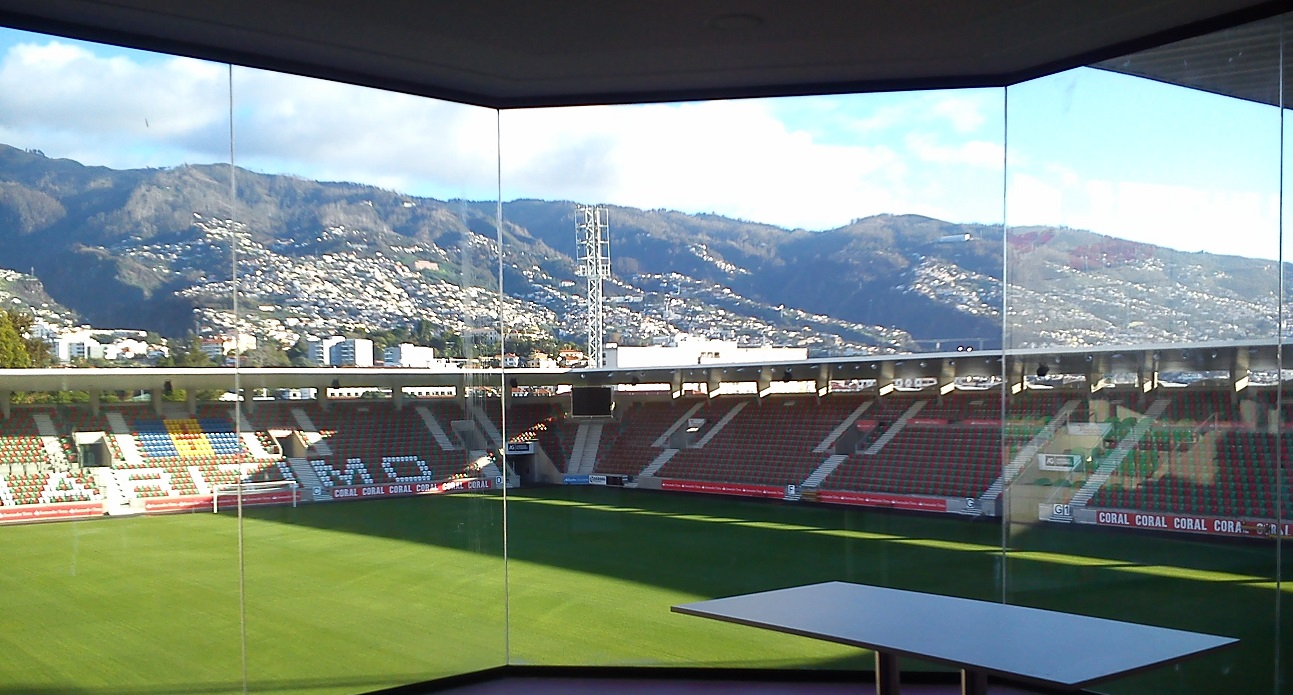
Blick aus einer Loge